# Sphenomorphus apalpebratus
Espèce
Sphenomorphus apalpebratus est une espèce de sauriens de la famille des Scincidae.

## Répartition
Cette espèce est endémique du Meghalaya en Inde.

## Publication originale
- Datta-Roy, Das, Bauer, Lyngdoh-Tron & Karanth, 2013 : Lizard Wears Shades. A Spectacled Sphenomorphus (Squamata: Scincidae), from the Sacred Forests of Mawphlang, Meghalaya, North-east India. Zootaxa, no 3701 (2), p. 257–276.